# حرب الخلافة

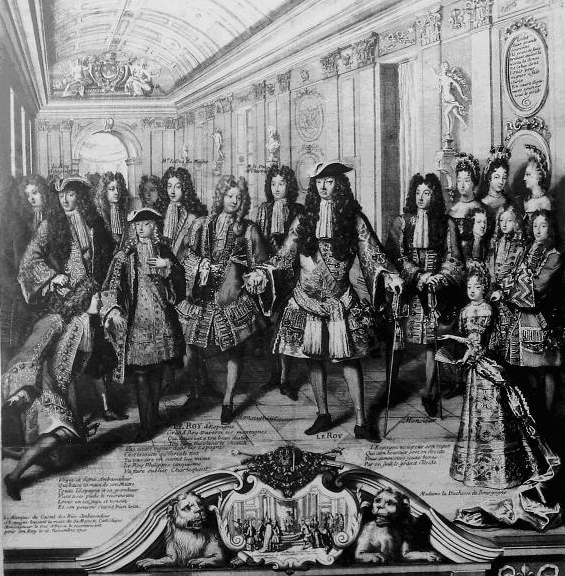
بعد وفاة تشارلز الثاني، أعلن لويس الرابع عشر ملك فرنسا حفيده فيليب أنجو ملكًا جديدًا لإسبانيا (نوفمبر 1700)، مما أدى إلى اندلاع حرب الخلافة الإسبانية (1701-1714).

حرب الخلافة (بالإنجليزية: War of succession) حربٌ ناجمة عن أزمة خلافة يطالب فيها شخصان أو أكثر بحق خلافة ملكٍ متوفى أو مخلوع. عادة ما تدعم فصائلٌ داخل البلاط الملكي المتنافسين في مسعاهم. وتتدخل القوى الأجنبية في بعض الأحيان لتتحالف مع أحد الفصائل. قد يتوسع هذا التدخل إلى حرب بين تلك القوى.
كانت حروب الخلافة من بين أكثر أنواع الحروب انتشارًا على مدار تاريخ البشرية، ولكن تغيير الأنظمة الملكية المطلقة من خلال نظام دولي قائم على الديمقراطية إلى ممالك دستورية أو جمهوريات أنهى جميع هذه الحروب تقريبًا بحلول عام 1900.

## التحليل

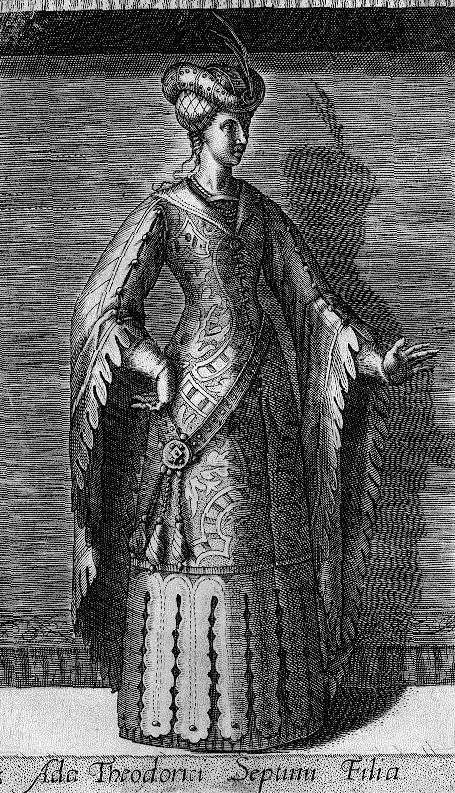
صورة آدا (1188 † 1223)، كونتيسة هولندا

### العوامل المشتركة
حرب الخلافة نوعٌ من الحروب المتعلقة بالصراع على العرش: صراع على السلطة العليا في النظام الملكي. على الرغم من ارتباطه عادةً بالملكية الوراثية (إما بحق البكر في الإرث أو بعض المبادئ الأخرى المتعلقة بالخلافة الوراثية)، فقد طُبق المفهوم أيضًا على الملكيات الانتخابية. قد تكون حربًا داخل الدولة أو حربًا بين الدول (إذا تدخلت قوى أجنبية) أو كليهما معًا.
قد تنشأ حرب الخلافة بعد (أو في بعض الأحيان قبل) وفاة حاكم، معترف به عالميًا، على منطقة معينة (دون تركه في بعض الحالات، أية ذرية (قانونية)، أو عدم إمكانية تحديد وريث بعينه)، أو إعلانه مجنونًا أو أنه غير قادر على الحكم، فيُخلع. بعد ذلك، يتقدم العديد من الزاعمين بأحقيتهم في العرش (المعروفين أيضًا باسم «المطالبين» أو «المرشحين» أو «المنافسين»)، سواء كانوا مرتبطين بالحاكم السابق (عن طريق النسب أو الزواج) وبالتالي يدعون أن لهم الحق في ممتلكاته بناءً على مبدأ الوراثة، أو أنهم أبرموا معاهدة تحقيقًا لهذه الغاية. فيبحثون عن حلفاء ضمن طبقة النبلاء و/أو في الخارج لدعم مطالبهم في العرش. تحدث مواجهات عسكرية بعد استنفاد جميع خيارات الحل الدبلوماسي - مثل تقاسم السلطة، أو صفقة مالية - أو بعد حدوث إقصاء سريع (بالأحرى انقلاب) - مثل الاغتيال أو الاعتقال. غالبًا ما أدت نزاعات الخلافة هذه إلى حروب طويلة الأمد. لم يقتصر المرشحون المحتملون دائمًا على أفراد من العائلة المالكة؛ فحسب الظروف، كان الأرستقراطيون من العائلات النبيلة الأخرى داخل المملكة مؤهلين ليحلوا محل الملك المتوفى، ويمكنهم اغتنام فرصة أزمة الخلافة للسيطرة على الدولة وتأسيس سلالة جديدة.
تضمنت العوامل التي زادت من مخاطر أزمة الخلافة عدم وجود ورثة شرعيين (خاصة عندما تندثر السلالة (الفرع الحاكم منها))، ووجود أطفال غير شرعيين، وميراث متنازع عليه، وتأسيس فروع غير مباشرة للسلالة الحاكمة. لا ينطوي العامل الأخير على وجه الخصوص على إمكانية تحفيز حروب الخلافة عند وفاة الملك فحسب، بل أيضًا الثورات الأميرية التي يشنها الابن الأصغر وأبناء العم وهم أحياء. لا بد عند اعتلاء حاكم قاصر من إدارة الوصايا والوزراء لشؤون الدولة حتى بلوغه سن الرشد، الأمر الذي جعل معارضة النخب العسكرية والإدارية للملك القاصر أسهل، وزاد أيضًا من خطر انتشار عدم الاستقرار السياسي والنزاعات الأهلية. 
تدور بعض حروب الخلافة حول حق المرأة في الميراث. لا يوجد هذا الأمر في بعض البلدان («كإقطاعية السيف (ترمز إلى الرجل)»، حيث ينطبق القانون السالي)، لكنه موجود في بلدان أخرى («إقطاعية المغزل (ترمز إلى المرأة)». غالبًا ما يحاول الحاكم الذي ليس لديه أبناء، ولكن لديه بنت أو أكثر، تغيير قوانين الخلافة حتى يمكن أن تخلفه ابنته. بعد ذلك يُعلن بطلان هذه التعديلات من قِبل المعارضين، بحجة التقاليد المحلية. في أوروبا، منح الإمبراطور الروماني المقدس (أو ملك الرومان) باستمرار إقطاعيات داخلية أصغر للوراثة من نسل الإناث منذ القرن الثالث عشر. أتاح الامتياز الناقص لعام 1156، الذي أسس دوقية النمسا، فعليًا للمرأة وراثة الدولة أيضًا.

### الانتشار والتأثير
كانت نزاعات ميراث الأراضي متكررة في المجتمعات الزراعية، وكان «التقسيم الفرعي المتزايد للممتلكات سببًا شائعًا في تقويض الأرستقراطيات المحلية» في ثقافات العالم أجمعه. فمثلًا، بين القرنين العاشر والحادي عشر، واجهت بلاد فارس الساسانية والعديد من الولايات في الهند وسلالة سونغ الصينية وأوروبا خلال العصور الوسطى أزمات الخلافة. وفقًا لرجل الدولة البريطاني هنري بروم (السيد المستشار 1830 – 1834)، كانت الحروب على الخلافة في أوروبا أكثر ولفترات أطول بين عام 1066 والثورة الفرنسية (1789 – 1799) مقارنة بالحروب الأخرى مجتمعة. إذ اعتبر أن «حرب الخلافة أكثر الحروب ديمومة. يبقيها المبدأ الوراثي في أبد أزلي – [في حين] الحرب الانتخابية دائمًا قصيرة، ولا تنشط أبدًا»، فدعا إلى الملكية الاختيارية لحل المشكلة. وفقًا لكاليفي هولستي (1991، ص 308، الجدول 12.2)، الذي عمل على فهرسة الحروب وتصنيفها من 1648 إلى 1989 في 24 فئة من «القضايا التي ولّدت الحروب»، كانت «المطالبات المتعلقة بالسلالة/الخلافة» سببًا رئيسيًا (أو واحدة من الأسباب) لنحو 14% من جميع الحروب بين عامي 1648 - 1714، و9% بين عامي 1715 - 1814، و3% بين عامي 1815 – 1914، و0% بين عامي 1918 - 1941 و1945 - 1989. يعزو برومويلر (2019) هذا الانخفاض الحاد (والاندثار العملي) لحروب الخلافة من القرن الثامن عشر وما بعد إلى حقيقة أن «الخلافة لم تعد تخدم فكرة ترسيخ حيازة الملكيات المحلية التي تشرعها السلالات المستمرة أو فكرة إنشاء تحالفات فعلية أو ولاءات دائمة بين القوى العظمى». وأضاف أن «النظام الدولي القائم على الديمقراطية السياسية يلغي بشكل أو بآخر الحافز على حروب الخلافة الملكية».
لطالما كانت حروب الخلافة على مر التاريخ الاحتمال الأسوأ للأنظمة الملكية المطلقة والأنظمة الاستبدادية الأخرى، إذ من المعروف أنها تكون في أضعف حالاتها وأكثر عرضة للخطر عندما يتوفى الحاكم ولم يتضح بعد من سيكون الخلف. تكون المزاعم المتنافسة على السلطة المطلقة داخل نظام كهذا معرضة جدًا للخروج عن نطاق السيطرة إلى العنف، لأن مثل هذه الأنظمة تعمل وفقًا للحكم بالقوة، أو القوة هي الحق. لا تهدد أزمة الخلافة بجر السكان إلى حرب «أهلية» بين الفصائل التي تدعم المتظاهرين المتنافسين فحسب، ولكن فراغ السلطة الذي تخلقه يقدم أيضًا للجماعات المضطهدة داخل الدولة فرصة للتمرد، وكذلك الدول التابعة خارجها لاستعادة استقلالها، وعندما تضعف الدولة، فإنها توفر أيضًا لحكام الدول المجاورة فرصة للغزو لتعزيز مصالحهم الخاصة (مع مطالبتهم بالعرش أو بدونها، أو عند دعم مُطالب آخر داخل الدولة). في العديد من الحالات، تسبب عدم الاستقرار السياسي والاقتصادي الكبير طويل الأمد الذي نتج عن حروب الخلافة في سقوط الأسرة أو الدولة أو كليهما.
ألقى علماء مثل يوهانس كونيش ويوهانس بوركهارت (1997) باللوم في حروب الخلافة خلال بدايات أوروبا الحديثة على مفاهيم مثل الحق الإلهي للملوك والحكم المطلق، لأنهم خلقوا مشاكل متأصلة في «نظام الدولة الذي لم يكن يعرف أشكالًا فعالة من التعاون ولا تسلسل هرمي واضح، تسلسلٌ لا يشهد مساواة رسمية بين أعضائه ولا حدودًا واضحة». أضاف نولان (2008) حول الفترة الممتدة بين 1650 و1715 في أوروبا: كانت «القضايا المعقدة لخلافة بوربون وهابسبورغ المادة اليومية للسياسة الأوروبية العليا في جميع الأوقات، واجتاح البلاء حياة جموع الفلاحين بسبب انحسار موجات السلام وتراجعها والدخول في دوامة الحرب. بالنسبة له، كانت حرب التسع سنوات (1688 - 1697) وحرب الخلافة الإسبانية (1701-1714) بمثابة «صراعين كبيرين حاسمين غمرا الصراعات المحلية»، وهكذا أنتجت هذه العقود «جيلًا من الحروب التي دارت حول طموحات الأسرة الحاكمة والمعتقدات الشخصية للويس الرابع عشر».